# Procalus silvai
Procalus silvai là một loài bọ cánh cứng trong họ Chrysomelidae. Loài này được Jerez miêu tả khoa học năm 1995.